# Henryk Pielesiak
Henryk Pielesiak (ur. 9 sierpnia 1955 w Łodzi, zm. 25 października 2005 tamże) – polski bokser, wielokrotny mistrz Polski, olimpijczyk.

## Życiorys
Walczył głównie w wadze papierowej (do 48 kg). Reprezentował Polskę na igrzyskach olimpijskich w Moskwie w 1980, gdzie przegrał w kontrowersyjny sposób z późniejszym brązowym medalistą Lee Byong-ukiem z Korei Północnej.
Rok wcześniej był uczestnikiem mistrzostw Europy w Kolonii w 1979, gdzie odpadł w ćwierćfinale po walce z późniejszym wicemistrzem Dietmarem Geilichem z NRD.
Siedmiokrotnie zdobywał mistrzostwo Polski (1977, 1978, 1979, 1980, 1981, 1984 i 1989), a dwa razy był wicemistrzem (1976 i 1988). Osiem razy wystąpił w reprezentacji Polski.
Dwukrotnie wygrał Turniej im. Feliksa Stamma (w 1979 i 1981).
Reprezentował klub Gwardia Łódź.